# 第46號交響曲 (賀凡尼斯)
《第46號交響曲》，作品348，是美籍亞美尼亞作曲家賀凡尼斯的交響樂作品，標題稱為「綠山山脈」（To the Green Mountains），創作於1980年，並於1981年完成，並題獻給佛蒙特交響樂團，因為綠山山脈正正就是佛蒙特州的地標，亦是它的暱稱。

## 背景
賀凡尼斯以一次行山的經歷而引發出樂曲的靈感，這個題裁和理察·史特勞斯的阿爾卑斯交響曲非常類近，而音樂上亦有著強烈的對比關係，不過理察·史特勞斯的音樂豐有後浪漫時期的風格，相比之下，賀凡尼斯的音樂則傾向古典時期的味道，全曲大部份時間都維持著寧靜而帶有冥想性的氣氛。

## 樂曲結構
全曲共分為四個樂章：
- 第1樂章：前奏曲，3分半鐘

是一首短篇幅的樂章的哀歌，在豎琴的分解和絃中和圓號的持續長音下，單簧管、雙簧管及長笛分別奏出以日本五聲音階（小調五聲音階）調式的單旋律。後由絃樂器帶入新的7/4主題，並且引入濃厚的和聲襯托，最後在大提琴和豎琴的弱音撥絃中結束。
- 第2樂章：咏嘆調、聖詠及賦格，8分鐘

全樂章共分為三個部份：「咏嘆調」為3/4節奏，由長笛奏出模仿日本的篠笛的小調五聲音階旋律，並以絃樂器及顫音琴伴奏；在雙簧管的簡短過場後，進入了作曲家慣用的7/4聖詠風格來寫成的聖詠段，以中提琴為主奏樂器，並且跟上一樂章中的第二部份有一脈相承的感覺；最後一段的賦格曲為3/4節奏，同樣由絃樂器為主導，管樂器只在適當的時候才加入，與絃樂器作齊奏或和聲建構，結尾部份由低音絃樂器起，各樂器慢慢加入變成齊奏，第二部份的7/4聖詠風格重現，並在鑼和定音鼓滾奏下莊嚴結束。
- 第3樂章：河與森林，6分半鐘

採用小組或室內樂的編制來演奏，為二段體曲式。以具民歌風格的2拍子旋律及3拍子舞曲所組成。「民歌」段由兩支雙簧管為主奏樂器，吹出略帶中國風的樂句，及後舞曲段則改以2支長笛互相呼應，後來各木管樂器相繼加入並互相對答，最後豎琴分解和絃加入，將「民歌」調子短暫地重新帶進至結尾。絃樂器在整個樂章中一直均以撥絃作伴奏。
- 第4樂章：山上的暴風雨和感恩，10分鐘

開頭為4/4節奏，在絃樂的長音下，小號吹出具田園風的調子，圓號則在小號樂句中間作間奏，隨著小提琴於高音域上靜止後，定音鼓、大鼓及鑼分別於斷奏營造暴風兩前的雷聲和風聲，長笛獨奏則在其中加插著短小零碎的斷落，整個組合和《阿爾卑斯交響曲》中「風暴前的寂靜」類近。及後鼓聲漸大，其餘樂器以作曲家另一慣常使用的‘senza misura’（沒有固定小節）方式演奏快速音群，樂句呈現混亂但並非無序的暴風雨情景，然而暴風雨維持的時間很短，很快便回復至只有敲擊樂器和長笛間的對答，音量慢慢減細。銅管樂的長音揭開了由絃樂主奏的感恩音樂，採用的仍然是7/4節奏的主調和弦進行，而兩部小提琴的過場則再帶領木管樂器在豎琴伴奏中，進入較為寧靜的4/4部份。最後部份由大提琴和低音提琴的8個長音開始，其他樂器及後一齊加入，再一次奏出聖詠風格的段落，但節奏則改為單二拍子，並且加入了鐘和定音鼓的襯托，最後在豐滿的音色中完結。

## 樂隊編制
- 木管樂器：3長笛、3雙簧管、2單簧管、2巴松管、
- 銅管樂器：4圓號、3小號、 3長號、大號
- 敲擊樂器（4名）：定音鼓、顫音琴、鑼、大鼓、鐘
- 絃樂器：第1小提琴、第2小提琴、中提琴、大提琴、低音提琴、豎琴

## 樂譜
Alan Hovhaness: Symphony No. 46 (To the Green Mountains), Fujihara Music Co. Inc.